# Wola Zarczycka
Wola Zarczycka (do 2011 Wola Żarczycka) – wieś w południowo-wschodniej Polsce, położona w województwie podkarpackim, w powiecie leżajskim, w gminie Nowa Sarzyna.
W tej miejscowości znajduje się siedziba rzymskokatolickiej parafii Przemienienia Pańskiego należącej do dekanatu Leżajsk II w archidiecezji przemyskiej.
Przez Wolę Zarczycką przepływa Trzebośnica, niewielka rzeka dorzecza Wisły, dopływ Sanu. 
Znajduje się tu również rezerwat przyrody Kołacznia z wyjątkowym w skali ogólnopolskiej stanowiskiem różanecznika żółtego.
Zabytkami wsi są kościół parafialny  parafii Przemienienia Pańskiego z 1908 r., budynek obecnego gimnazjum (1900 r.), kilka kapliczek z XVIII w. oraz mogiła żołnierzy rozstrzelanych podczas II wojny światowej.
Wieś królewska Wola Zarczycka (Wola Trzęboszwica) położona w powiecie przemyskim, należała do starostwa leżajskiego, została spustoszona w czasie najazdu tatarskiego w 1672 roku. W latach 1975–1998 miejscowość administracyjnie należała do województwa rzeszowskiego.
W 2024 roku otworzono nowoczesne przedszkole Źródełko w którym mieści się również żłobek.

## Części wsi
| SIMC    | Nazwa              | Rodzaj     |
| ------- | ------------------ | ---------- |
| 0657697 | Borki Górne        | część wsi  |
| 0657705 | Borki-Nawsie       | część wsi  |
| 0657711 | Borki-Zagumnie     | część wsi  |
| 0657728 | Budy-Koniec        | część wsi  |
| 0657734 | Budy-Zagumnie      | część wsi  |
| 0657740 | Budy-Zastawie      | część wsi  |
| 0657800 | Flisy              | przysiółek |
| 0657817 | Kołacznia          | przysiółek |
| 0657757 | Królewszczyzna     | część wsi  |
| 0657823 | Łoiny              | przysiółek |
| 0657763 | Parszywka          | część wsi  |
| 0657830 | Perlaki            | przysiółek |
| 0657770 | Piaski             | część wsi  |
| 0657786 | Podkościele        | część wsi  |
| 0657792 | Podorędzie         | część wsi  |
| 0657846 | Smycze             | przysiółek |
| 0657852 | Zagaje             | przysiółek |
| 0657869 | Zagaje Buczkowskie | przysiółek |
| 0657875 | Zagaje Olechowskie | przysiółek |
| 0657881 | Zagaje Rolne       | przysiółek |
| 0657898 | Zastawna Góra      | przysiółek |

## Historia
W 1578 roku król Stefan Batory dokonał powtórnej lokacji wsi na prawie niemieckim uposażając przy okazji parafię rzymskokatolicką w Woli Zarczyckiej. Zgodnie z wolą króla założycielem i pierwszym wójtem został Piotr Zarczycki. W wieku XVII wieś nękana była głodem, epidemią dżumy, oraz atakami tatarskich hord Kantymira.
Po pierwszym rozbiorze Polski, Wola znalazła się w zaborze austriackim. W ramach tzw. kolonizacji józefińskiej powstała tu osada niemiecka Königsberg. Chłopi z Woli Zarczyckiej z wielkim zaangażowaniem wspierali powstania narodowe. W powstaniu styczniowym walczył m.in. pochodzący z Woli Zarczyckiej Adolf Gajewski, jakkolwiek zryw powstańczy nie objął swym zasięgiem Galicji.
Rok 1918 nie przyniósł mieszkańcom zasadniczych zmian. Ludność nadal żyła bardzo ubogo, z tego też względu spora część mieszkańców wyemigrowała za granicę.
Według spisu powszechnego z 1921 roku miejscowość zamieszkiwana była przez 3398 osób. Przyjmując kryterium wyznaniowe za najbardziej miarodajne w ustalaniu tożsamości narodowej, w Woli Zarczyckiej było wówczas 3296 osób wyznania rzymskokatolickiego, 101 żydów i 1 mieszkaniec wyznania greckokatolickiego. Z kolei w Königsbergu mieszkało 166 osób, w tym 69 osób konfesji rzymskokatolickiej, 68 - ewangelickiej i 29 żydów. Podczas sporządzania spisu powszechnego Königsberg potraktowano jako samodzielną jednostkę administracyjną, natomiast współcześnie jest to przysiółek stanowiący część Woli Zarczyckiej.
W okresie międzywojennym rozwinął się w Woli ruch ludowy. Mieszkańcy wsi brali czynny udział w strajkach i protestach chłopskich. Nadzieja na poprawę ich losów stała się rozpoczęta w 1937 roku w ramach Centralnego Okręgu Przemysłowego, budowa Zakładów Chemicznych w Nowej Sarzynie. Wielu mieszkańców Woli Zarczyckiej brało udział w pracach budowlanych tego przedsiębiorstwa, np. Michał Smycz, Tomasz Betka, Antoni Mazurkiewicz, Walenty Mazurkiewicz, Tomasz Mołdoch, Jan Sulikowski, Franciszek Kłak, Ludwik Krasnodębski, Szymon Krasnodębski, Marek Szwed, Gabriel Szwed i Franciszek Mitura. Ludzie ci brali później udział w walce z okupantem, który wszedł na teren Woli 9 września 1939 roku. Niemcy już na samym początku dokonali germanizacji, m.in. Georg Dumler, pastor, który założył szkołę niemiecką dla polskich dzieci. Polacy nie pozostawali bierni wobec takiego stanu rzeczy. Tak więc już jesienią tego samego roku ks. Jan Dudziak zorganizował pierwszy dwunastoosobowy tajny komplet nauczania. Wkrótce Wola stała się jednym ze znaczących ośrodków tej działalności. Z narażeniem życia zaczęli nauczać m.in.: Maria Birek, Maria Cebulak, Józef Marek, Maria Hrupkowicz, Pelagia Sajdłowska, Tomasz Sajdłowski i Józef Siuzdak. W tym czasie w Woli rozpoczął działalność ruch oporu. Na początku 1941 roku inż. Jan Siuzdak z Łętowni „Zatorski” rozpoczął organizować regularny ruch oporu, tworząc placówkę nr 8 podległą łańcuckiemu obwodowi AK, w skład której weszły dwa plutony. Pierwszym dowodził kapral Tomasz Betka „Manierka”, a drugim Jan Ruszak „Topolski” oraz Paweł Siuzdak „Dziunkowski”. W tym czasie powstał również pluton Batalionów Chłopskich pod dowództwem Antoniego Łoina „Zacierka”. Ich działania dotyczyły m.in. zdobywania amunicji na terenie zakładów chemicznych czy uwolnienia więźniów z aresztu.

## Pacyfikacja
Z 19 na 20 czerwca 1943 roku Niemcy dokonali w Woli Zarczyckiej pacyfikacji. Mężczyzn zgromadzono na placu szkolnym, gdzie następnie leżeli od godziny 6:00 do 16:00. W szkolnej sali natomiast zapadały decyzje o ich losach. Polacy byli segregowani do czterech grup. Do pierwszej wyznaczeni byli ci, których później wypuszczono na wolność. Osoby wyznaczone do drugiej grupy wywieziono do obozu w Pustkowie, zaś osoby z trzeciej grupy przeznaczono do obozu w Jarosławiu. Zaszeregowani do czwartej grupy zostali skazani na rozstrzelanie. W czwartej grupie znajdowało się 76 Polaków. Ofiary egzekucji zostały pochowane w dwóch grobach na miejscu stracenia. Groby pozostały tu do dzisiaj.
W latach 1943–1944 hitlerowcy jeszcze kilkakrotnie w Woli Zarczyckiej siali grozę i śmierć. Oprócz ofiar pacyfikacji zamordowali 12 mieszkańców wsi.

## Po pacyfikacji
Odzewem na barbarzyństwo Niemców było wzmożenie działalności Armii Krajowej. Żołnierze polscy brali udział w minowaniu mostu w Tryńczy, wysadzaniu torów, atakowaniu niemieckich transportów kolejowych i samochodowych. Jednym z największych ich wyczynów zbrojnych był napad na magazyn wojskowy w Sarzynie.
11 listopada 1943 roku, w rocznicę odzyskania przez Polskę niepodległości, kapral Tomasz Betka „Manierka” został awansowany do stopnia podporucznika. W lecie 1944 roku oddziały Armii Krajowej prowadziły w okolicach Woli Zarczyckiej, Rakszawy i Brzózy Królewskiej zaciekłe walki z wycofującym się przed Armią Czerwoną Niemcami.
W 1957 roku przeprowadzono ekshumację zwłok pomordowanych podczas pacyfikacji. Pochowano ich w zbiorowym grobie na cmentarzu. W miejscu zbrodni stoi poświęcony ich pamięci pomnik.
Za zasługi podczas II wojny światowej Wola Zarczycka odznaczona została 17 lipca 1977 roku Orderem Krzyża Grunwaldu.

## Toponimia
Do 2010 r. urzędowym i historycznym (według części historyków, inni mają na ten temat odmienne zdanie) zapisem nazwy miejscowości był Wola Żarczycka. Władze lokalne i mieszkańcy stosowały od lat nazwę Wola Zarczycka twierdząc, że taka jest poprawna historyczna forma tej nazwy. Komisja Nazw Miejscowości i Obiektów Fizjograficznych w swoich dokumentach wykazała, że dawnej poprzez zapis „z” oddawano literę „ż”, tak więc historyczne dokumenty podające zapis Zarczycka faktycznie oznaczają zapis Żarczycka. Przy kolejnym wniosku Rady Gminy Nowa Sarzyna, 14-15 czerwca 2010 KNMiOF w końcu zmienił swoją decyzję m.in. na podstawie opinii profesora Kazimierza Ożoga, że używaną formę Zarczycka należy utrzymać nie tylko ze względów ekonomicznych, językowych, ale głównie przez szacunek dla całej społeczności tej wsi, dla wszystkich obywateli, którzy zgodnie z regułami językowymi i kulturowymi używają tej nazwy.
1 stycznia 2011 r. zmieniono urzędowo nazwę wsi z Wola Żarczycka na Wola Zarczycka.